# Carolina Kopelioff
Carolina Kopelioff (Buenos Aires, 30 agosto 1996) è un'attrice e modella argentina.
Conosciuta per il ruolo di Nina Simonetti nella serie di Disney Channel Soy Luna.

## Biografia
La sua carriera artistica iniziò all'età di 18 anni quando ottenne il ruolo di Nina Simonetti nella telenovela targata Disney Channel Soy Luna.

## Filmografia

### Cinema
- Souless, cortometraggio (2009)
- En lo profundo, cortometraggio (2019)

### Televisione
- Mis amigos de siempre – serial TV (2013-2014)
- Soy Luna - serial TV (2016-2018)
- Post mortem – serial TV (2020)
- Supernova – serie TV (2022)
- Limbo – serie TV (2022)
- Train Jam – serie TV (2023)
- Cris Miró (Ella) – serie TV (2024)
- Selenkay – serie TV, episodi 1x01-1x02 (2024)

### Doppiaggio
- Sandy in Ugly Dolls (2019)

## Discografia

### Colonne sonore
- 2016 — Soy Luna
- 2016 — Solo tu
- 2017 — La vida es un sueño
- 2018 — Modo amar
- 2018 — Aladin será genial

## Teatro
- Sor Presas (2010)
- Te amo sos perfecto, ahora cambia (2012)
- Las hojas más tiernas de los árboles (2012)
- Revelación (2013)
- Grupo Payaseando (2014)
- Aladin, Será genial (2018-2019)
- Las viajantes (2019)
- 2002 (2019)

## Tour
- Soy Luna Live (2017-2018)[1]

## Riconoscimenti
- Kids' Choice Awards Argentina
  - 2017 - Attrice preferita per Soy Luna
  - 2018 - Candidatura all'attrice preferita per Soy Luna

## Doppiatrici italiane
Nelle versioni in italiano delle opere in cui ha recitato, Carolina Kopelioff è stata doppiata da:
- Sara Labidi in Soy Luna[2]